# Universidade de Alberta
A Universidade de Alberta é uma universidade localizada em Edmonton, Canadá, província de Alberta. É a maior e uma das mais reconhecidas instituições de educação superior de Alberta, onde cerca de 35 mil estudantes estudam anualmente. Seu lema é Quaecumque Vera, que significa em latim tudo o que é verdadeiro, e tem origem na Epístola aos Filipenses.